# Beautiful Dangerous
«Beautiful Dangerous» —en español: Belleza Peligrosa— es una canción de rock del guitarrista: Slash con la colaboración de la cantante de Pop y R&B: Fergie. La canción es completamente cantada por Fergie, pero todo el instrumental de guitarra está tocado por Slash. 
Considerándose un feat, pertenece al álbum homónimo del guitarrista, Slash, lanzado como tercer sencillo del mismo. 

## Video musical
El video filmado el 18-19 de diciembre de 2010 , y contó con la dirección de Rich Lee.
Comienza en una habitación de un motel, en donde se encuentra Fergie recortando fotos de Slash, ahí comienza a cantar.  Entonces pega la foto en la pared y comienza a enloquecer y a cantar el coro. A continuación se ve a la cantante bañándose y seguidamente vistiéndose con ropa roquera y ajustada. 
Después la cantante comienza a imaginarse que va hacia una especie de bar y entonces ve a Slash. Provocativamente se le insinúa de una manera muy sensual. Entonces él se le acerca y comienza coquetearle. Entonces Fergie lo envenena y el cae desmayado. 
Cuando Slash despierta se da cuenta de que la cantante está montada encima de él acariciándolo y toqueteándolo. (Cuando en realidad es Fergie quien se lo imagina a él). Slash está amarrado con cuerdas a una cama y Fergie le coquetea y lo toca con un cuchillo en motivo de sensualidad. 
Durante toda esta secuencia se nos va revelando que en realidad todo lo que vemos es la fantasía de Fergie, que Slash realmente no está con ella y que lo que ella interpreta como la imagen de Slash, es solo una televisión con su imagen. 
Al final la cantante mata a Slash con un puñal en su estómago. Pero de nuevo, todo esto ocurre en su mente.

## Posicionamiento en listas
| Lista (2011)                              | Mejor posición |
| ----------------------------------------- | -------------- |
| Alemania (Media Control AG)               | 90             |
| Canadá (Canadian Hot 100)                 | 58             |
| Estados Unidos (Bubbling Under Hot 100)   | 8              |
| Estados Unidos (Heatseekers Songs)        | 11             |
| Reino Unido (The Official Charts Company) | 179            |
| República Checa (Rádio Top 100)           | 64             |